# Вест-Веллі-Сіті (Юта)
Вест-Веллі-Сіті (англ. West Valley City) — місто (англ. city) в США, в окрузі Солт-Лейк штату Юта. Передмістя Солт-Лейк-Сіті. Населення — 140 230 осіб (2020). Станом на 2014 рік, населення міста складало 134 495 осіб. Друге місто в штаті за чисельністю населення.

## Географія
Місто розташоване в північно-західній частині Долини Солоного Озера. Вест-Веллі-Сіті розташований за координатами 40°41′19″ пн. ш. 112°0′42″ зх. д. / 40.68861° пн. ш. 112.01167° зх. д. (40.688493, -112.011759).  За даними Бюро перепису населення США в 2010 році місто мало площу 92,23 км², з яких 92,09 км² — суходіл та 0,14 км² — водойми.

## Демографія
Згідно з переписом 2010 року, у місті мешкало 129 480 осіб у 37 139 домогосподарствах у складі 29 564 родин. Густота населення становила 1404 особи/км².  Було 38978 помешкань (423/км²).
Расовий склад населення:
| - 65,4 % — білих - 5,0 % — азіатів - 3,6 % — вихідців з тихоокеанських островів - 2,0 % — чорних або афроамериканців - 1,3 % — корінних американців - 19,0 % — осіб інших рас |

До двох чи більше рас належало 3,8 %. Частка іспаномовних становила 33,1 % від усіх жителів.
За віковим діапазоном населення розподілялося таким чином: 33,0 % — особи молодші 18 років, 60,1 % — особи у віці 18—64 років, 6,9 % — особи у віці 65 років та старші. Медіана віку мешканця становила 28,8 року. На 100 осіб жіночої статі у місті припадало 101,7 чоловіків;  на 100 жінок у віці від 18 років та старших — 100,1 чоловіків також старших 18 років.
Середній дохід на одне домашнє господарство  становив 61 492 долари США (медіана — 52 534), а середній дохід на одну сім'ю — 62 737 доларів (медіана — 54 162). Медіана доходів становила 35 517 доларів для чоловіків та 30 631 долар для жінок. За межею бідності перебувало 18,8 % осіб, у тому числі 26,8 % дітей у віці до 18 років та 9,4 % осіб у віці 65 років та старших.
Цивільне працевлаштоване населення становило 62 690 осіб. Основні галузі зайнятості: виробництво — 16,0 %, освіта, охорона здоров'я та соціальна допомога — 13,9 %, науковці, спеціалісти, менеджери — 12,5 %, роздрібна торгівля — 11,3 %.

## Транспорт
У місті знаходиться кінцева станція Зеленої лінії швидкісного трамваю Солт-Лейк-Сіті, що обсуговує округ Солт-Лейк.

## Міста-побратими
- — Наньтоу
- — Бока-дель-Ріо